# Tardosi vörös márvány

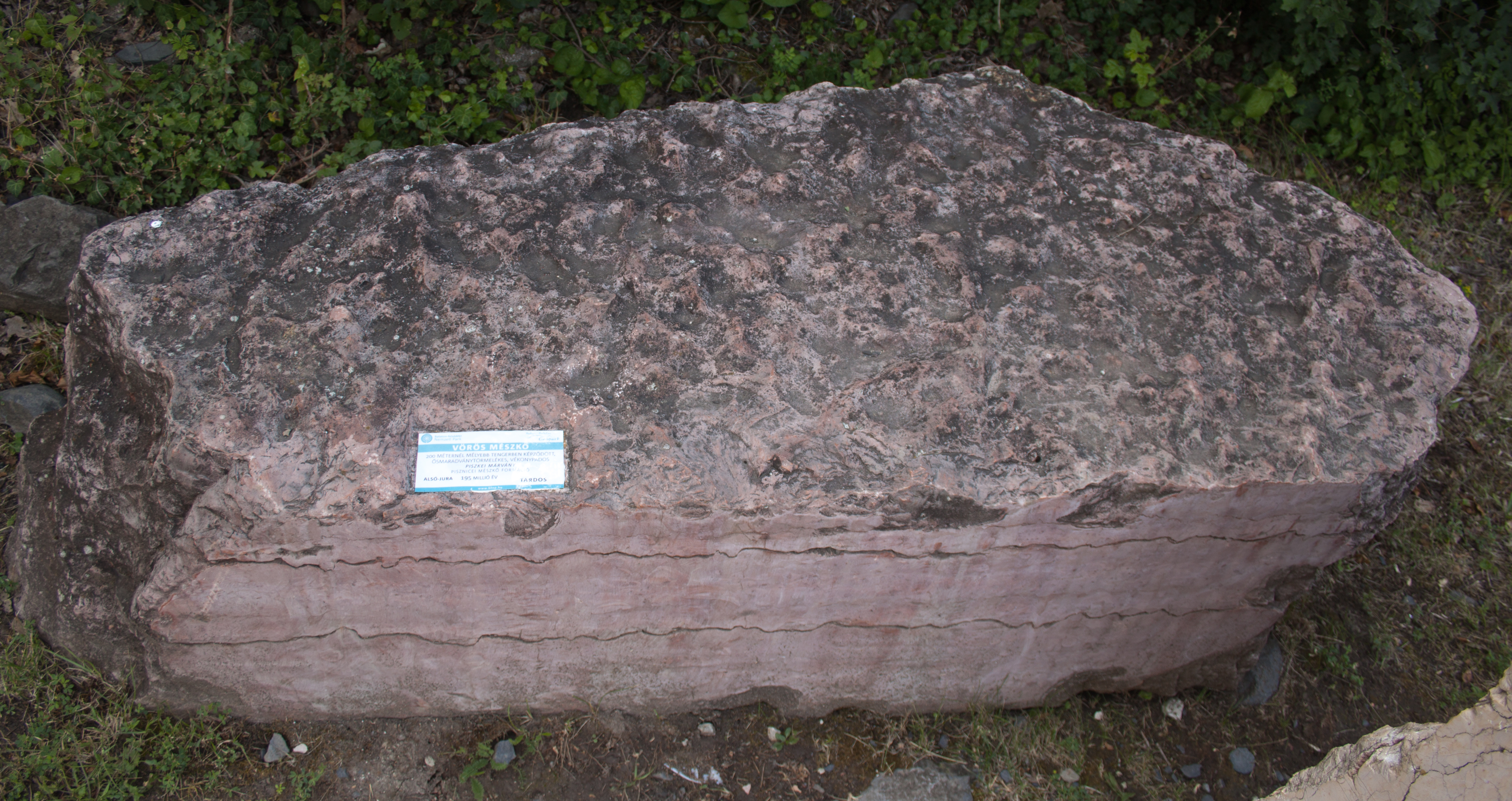
Tardosi márvány terméskő a hegyestűi geológiai bemutatóhelyen

A tardosi márvány a Komárom-Esztergom vármegyei Tardos határában bányászott nyersanyag, amely tulajdonképpen átalakult mészkő, erős vastartalommal és nem igazi márvány. Kialakulása a földtörténeti ókor- és középkor határára, azaz körülbelül 200 millió évvel ezelőttre vezethető vissza. Keletkezéséhez hozzájárult, hogy a mészkövet a földtörténeti folyamatokban magas nyomás és magas hőmérséklet érte, miáltal a kőzet részecskéi átkristályosodtak, és tömör felületek alakultak ki, melyek változatos mintákat alkotnak.  A tardosi márvány vörös színét a vas-oxidtól kapja, mely az itteni kőzetekben hol vastagabb, hol vékonyabb rétegekben lelhető fel.
Tardos környékét a Gerecse jura korban kialakult mészkőhegyei alkotják. Az itteni „márvány” évezredek óta fontos építőanyag, melyet régészeti leletek is bizonyítanak. Itt már a Római Birodalom idején is bányászták és használták e követ.